# 明白寺 (瑞浪市)
明白寺（めいはくじ）は、岐阜県瑞浪市明世町山野内にある黄檗宗の寺院。山号は佛日山。

## 歴史
室町時代に、虎渓山永保寺の修行僧により明白庵が開創されたと伝わる。
永禄8年（1565年）、武田信玄の重臣であった秋山虎繁と野村長門守が土岐郡に侵攻した。神篦城付近で織田方と両軍が衝突した（高野口の戦い）。
秋山は配下の仁木(山中)藤九郎なる者に150騎を授けて土岐郡の寺社を悉く焼討した。この時に明白寺・定林寺・天福寺・光善寺・酒波神社が焼討されて明白寺は一旦廃寺となったが、後に地蔵堂として復興した。
延宝3年（1675年）、滋賀県近江八幡市にある正宗寺の雲峯元冲が黄檗宗の寺院として再興した。
二世の天眞元正、三世の仙瑞廣光も正宗寺から入っている。
令和2年(2020年)12月、明白寺で武田信玄を描いたとみられる肖像画が見つかった。
肖像画は縦約70cm、横約30cmの掛軸に、合戦で着用する鎧姿が正面から描かれている。
寺を再興した雲峯元冲が、信玄の玄孫であったことから、肖像画を持っていたと考えられるという。

### 明白寺五輪塔
明白寺の境内にある五輪塔は花崗岩で造られており、高さは約137cm。造立時期は、南北朝時代（14世紀）頃と推定されている。
室町時代に永保寺の修行僧が造立したものと伝えられているが、また一説には土岐頼貞の九男である長山頼基の墓とも言われており、瑞浪市の文化財に指定されている。

## 関連リンク
- 明白禅寺　瑞浪市観光協会
- 明白寺五輪塔　瑞浪市役所